# Infotainment
Infoentreteniment o entreteniment informatiu és el «contingut o programació de mitjà basada en la informació i que també inclou contingut d'entreteniment en un esforç per augmentar la popularitat entre el públic i els consumidors». És un acrònim neologístic d'informació i entreteniment, en referència a un tipus de mitjà que ofereix una combinació d'informació i diversió. D'acord amb molts diccionaris, «infoentreteniment» és sempre televisió, i el terme és utilitzat «majoritàriament en un sentit pejoratiu». Tanmateix, existeixen molts llocs web autodenominats d'«infoentreteniment», que proporcionen una varietat de funcions i serveis.

## Història
El concepte d'infoentreteniment és ambigu, ja que aglutina dos conceptes contradictoris: ‘’la informació (un element que ofereix coneixement a l'individu i que suposa una actitud ciutadana activa) amb l'entreteniment (que suposa diversió, distracció i una activitat més passiva per part del subjecte)’’. Aquesta dicotomia entre informació i espectacle va nàixer en els mitjans occidentals a finals dels anys vuitanta com a resposta al gran descens d'audiència en els seus canals i l'augment de la competència, en el cas europeu, amb l'aparició de nous canals privats. S'inclou en els gèneres híbrids de la telerealitat, al costat dels docu-realities, i docutainments.
“L'infoentreteniment global suposa la globalització de l'estil nord-americà d'informació televisiva, dominat pels índexs d'audiència que dona prioritat a les soft news i les presenta en forma d'espectacle a costa de les notícies sobre temes polítics, cívics i públics.”- Daya Thussu

## Característiques
El fenomen del l'infoentreteniment fa referència un tipus de notícies de televisió on l'estil triomfa sobre la substància, el mode de presentació resulta més important que el contingut. La seua construcció es du a terme utilitzant estils i formes visuals, inspirats en altres gèneres audiovisuals com la publicitat o els vídeos musicals. S'aconseguix d'aquesta manera “informacions” dotades de gran riquesa visual capaces d'atraure visualment l'espectador. El seu estil se centra en les formes estètiques, incloent-hi accions amb càmera ràpida o tècnica de càmera al muscle, plans detalls expressius, efectes de postproducció, logos animats, click baiting i encapçalaments retòrics. Aquest bombardeig visual provoca que l'espectador siga incapaç de distingir entre informació pública i propaganda corporativa.
“Les notícies de televisió passen a ser una mercaderia més amb la que comercia la indústria de l'entreteniment. Per a aconseguir bons resultats, recorren a continguts superficials amb què es construïxen espectacles gratuïts, carregats de sentimentalisme barat.” Langer 1998 The Influence of infotainment in the role of Tv newscasts
Pel que fa als temes, no hi ha una llista tancada d'assumptes a tractar, sinó que s'aborden tots aquells temes susceptibles d'interessar l'espectador, sempre tractats d'una forma dramàtica, paròdica, humorística i sovint espectacularitzada i superficial. La finalitat és entretenir i fer les informacions serioses més atractives per a l'audiència. Dins de l'infoentreteniment hi ha una tendència molt forta a parodiar les fonts i declaracions oficials, com ara polítics; i, com a contrapunt, es dona veu al ciutadà, que d'alguna forma esdevé el protagonista aportant la seua experiència personal. Quant a l'estil narratiu, la fusió entre informació i entreteniment es veu reflectida en la dramatització de les notícies, carregades de sentimentalisme i emotivitat. Les notícies es personalitzen, és a dir, es recorre a casos concrets i moltes vegades descontextualitzats per a explicar una realitat molt més complexa.

## Actualitat
Les notícies dels mitjans s'han convertit en part de la indústria de l'entreteniment en compte de proveir un fòrum per al debat públic d'un problema. Es dona privilegis al soft news en compte del hard news amb l'objectiu d'aconseguir espectadors i lectors, mirant les emocions com la por, la indignació, la curiositat i la sorpresa per a aprofundir en determinat tema. Amb l'arribada de les xarxes socials s'ha permés la multiplicació de molts continguts. Alguns dels continguts tenen titulars impactants amb el fi de jugar al click bate o link baiting: jugant amb les emocions.

## Altres Referències
- Estrategias de hibriidación en telerrealidad en programas de televisión generalistas- Quaderns del cac Arxivat 2017-10-17 a Wayback Machine.
- Langer 1998 The Influence of infotainment in the role of Tv newscasts
- Grasso Aldo (1996), Enciclopedia della televisione Garzanti, Milano, Garzanti Editore
- https://www.4writing.it/web-writing/infotainment
- News as Entertainment: The Rise of Global Infotainment- Daya Thussu